# SIGIRR
SIGIRR (англ. Single Ig and TIR domain containing) – білок, який кодується однойменним геном, розташованим у людей на короткому плечі 11-ї хромосоми. Довжина поліпептидного ланцюга білка становить 410 амінокислот, а молекулярна маса — 45 679.
| 10         |  | 20         |  | 30         |  | 40         |  | 50         |
| ---------- |  | ---------- |  | ---------- |  | ---------- |  | ---------- |
| MPGVCDRAPD |  | FLSPSEDQVL |  | RPALGSSVAL |  | NCTAWVVSGP |  | HCSLPSVQWL |
| KDGLPLGIGG |  | HYSLHEYSWV |  | KANLSEVLVS |  | SVLGVNVTST |  | EVYGAFTCSI |
| QNISFSSFTL |  | QRAGPTSHVA |  | AVLASLLVLL |  | ALLLAALLYV |  | KCRLNVLLWY |
| QDAYGEVEIN |  | DGKLYDAYVS |  | YSDCPEDRKF |  | VNFILKPQLE |  | RRRGYKLFLD |
| DRDLLPRAEP |  | SADLLVNLSR |  | CRRLIVVLSD |  | AFLSRAWCSH |  | SFREGLCRLL |
| ELTRRPIFIT |  | FEGQRRDPAH |  | PALRLLRQHR |  | HLVTLLLWRP |  | GSVTPSSDFW |
| KEVQLALPRK |  | VQYRPVEGDP |  | QTQLQDDKDP |  | MLILRGRVPE |  | GRALDSEVDP |
| DPEGDLGVRG |  | PVFGEPSAPP |  | HTSGVSLGES |  | RSSEVDVSDL |  | GSRNYSARTD |
| FYCLVSKDDM |  |            |  |            |  |            |  |            |

A: Аланін

C: Цистеїн

D: Аспарагінова кислота

E: Глутамінова кислота

F: Фенілаланін

G: Гліцин

H: Гістидин

I: Ізолейцин

K: Лізин

L: Лейцин

M: Метіонін

N: Аспарагін

P: Пролін

Q: Глутамін

R: Аргінін

S: Серин

T: Треонін

V: Валін

W: Триптофан

Кодований геном білок за функцією належить до фосфопротеїнів. 
Задіяний у такому біологічному процесі, як альтернативний сплайсинг. 
Локалізований у мембрані.